# Bergshamra

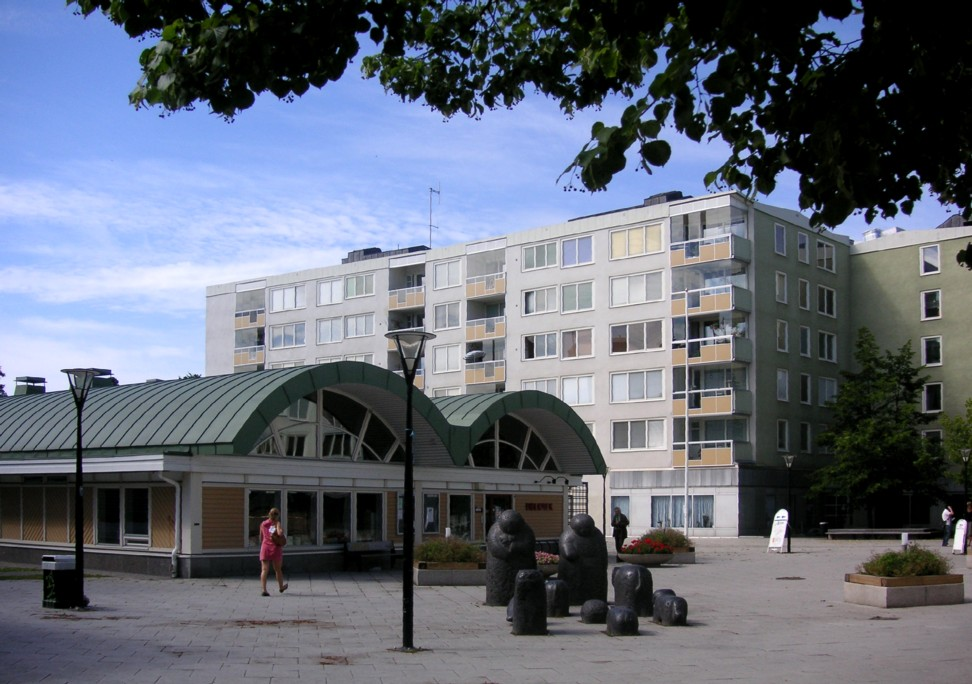
Centro de Bergshamra.

Bergshamra é um subúrbio da cidade de Solna, Estocolmo, Suécia. 

É servido pela Estação Bergshamra do Metropolitano de Estocolmo.